# Camponotus decipiens
Camponotus decipiens — вид мурашок підродини Formicinae.

## Поширення
Вид поширений у східних штатах США та на північному сході Мексики.

## Опис
Робочі особини Camponotus decipiens сягають 3,5-7,5 мм завдовжки. Цей вид можна відрізнити від інших роду відсутністю волосків, що стирчать на щоках і брак волосків, що стирчать на кліпеальному диску і за кольором: червона голова, ноги й стебельце чорнувате черевце.

## Спосіб життя
Цей вид, як правило, має відносно невеликі колонії з менш ніж 100 робітників; найбільші колонії мають декілька сотень робітників. Вони часто гніздяться в галереях, створених іншими комахами (у тому числі мурахами теслярами з підроду Colobopsis), у сучках і гілках дерев, в галлах комах, в порожнинах в стеблах рослин, у великих насіннєвих коробочках, під корою дерев, в пнях, дерев'яних стовпах і в будинках.